# گلم‌کبود (صحنه)
گلم‌کبود (صحنه)، روستایی از توابع بخش مرکزی شهرستان صحنه در استان کرمانشاه ایران است.روستای گلم کبود یکی از بکرترین و بهترین مناطق شهرستان صحنه است

## جمعیت
این روستا در دهستان خدابنده‌لو قرار دارد و براساس سرشماری مرکز آمار ایران در سال ۱۳۸۵، جمعیت آن ۶۷ نفر (۱۸خانوار) بوده‌است.